# بينغ إمبراطور سونغ
بينغ إمبراطور سونغ (بالصينية: 宋帝昺) (1271 – 19 مارس 1279) هو آخرة أباطرة أسرة سونغ الجنوبية الصينية.
ولد الإمبراطور زاو بينغ (趙昺) عام 1271 لدوزونغ إمبراطور سونغ، وقد سبقه في الحكم أخوه الأكبر دوانزونغ. كانت تدعى والدته كونسورت يو (俞修容)، والتي تقلَّدت مرتبة شيورونغ في الإمبراطورية الصينية. أصبح الأمير شين (信王) في عام 1274، وبعد ذلك بعامين تقلَّد لقب أمير غوانغ (廣王/广王) وأمير وي (衛王/卫王). وأخيراً تُوِّج إمبراطوراً في ميوي بغانغزو، الواقعة اليوم في خليج سيلفرمين على جزيرة لانتاو بهونغ كونغ، وذلك في 10 مايو عام 1278.
حسب كتاب تاريخ سونغ (宋史) الذي ألِّف بأمرٍ من الوزير المغولي طوقطغان، فقد قُتِلَ الإمبراطور بينغ خلال معركة يامن في 19 مارس عام 1279. وعندما أدرك معاونه لوشيوفو أنه توفي، حمل جثة الإمبراطور وقفز به إلى البحر متحدياً الغزاة المغول، وذلك بالقرب من مصبّ نهر زي في غوانغدونغ. يقع قبره الآن في مدينة شيزنزين الصينية.